# إيف فرنسيس
إيف فرنسيس (بالفرنسية: Ève Francis) هي ممثلة بلجيكية وفرنسية، ولدت في 20 أغسطس 1886 في Saint-Josse-ten-Noode ‏ في بلجيكا، وتوفيت في 6 ديسمبر 1980 في نويي-سور-سين في فرنسا.

## وصلات خارجية
- إيف فرنسيس على موقع IMDb (الإنجليزية)
- إيف فرنسيس على موقع ألو سيني (الفرنسية)
- إيف فرنسيس على موقع أول موفي (الإنجليزية)
- إيف فرنسيس على موقع قاعدة بيانات الأفلام السويدية (السويدية)
- إيف فرنسيس على موقع قاعدة بيانات الفيلم (الإنجليزية)
- إيف فرنسيس على موقع كينوبويسك (الروسية)